# Волторф
Волторф (њем. Wohltorf) општина је у њемачкој савезној држави Шлезвиг-Холштајн. Једно је од 131 општинског средишта округа Херцогтум Лауенбург. Према процјени из 2010. у општини је живјело 2.386 становника. Посједује регионалну шифру (AGS) 1053133.

## Географски и демографски подаци
Волторф се налази у савезној држави Шлезвиг-Холштајн у округу Херцогтум Лауенбург. Општина се налази на надморској висини од 28 метара. Површина општине износи 6,0 km². У самом мјесту је, према процјени из 2010. године, живјело 2.386 становника. Просјечна густина становништва износи 400 становника/km².

## Међународна сарадња
| Мјесто  | Држава    | Врста сарадње | Од    |
| ------- | --------- | ------------- | ----- |
| Слен    | Холандија | партнерство   | 1968. |
|         | Француска | партнерство   | 1994. |
| Воткинс | Русија    | контакт       | 2000. |
|         | Француска | партнерство   | 1993. |
| Извор   |           |               |       |